# Домб'є-Куявські
Домб'є-Куявські (пол. Dąbie Kujawskie) — село в Польщі, у гміні Любранець Влоцлавського повіту Куявсько-Поморського воєводства.
Населення — 230 осіб (2011).
У 1975-1998 роках село належало до Влоцлавського воєводства.

## Демографія
Демографічна структура станом на 31 березня 2011 року:
|          | Загалом | Допрацездатний вік | Працездатний вік | Постпрацездатний вік |
| -------- | ------- | ------------------ | ---------------- | -------------------- |
| Чоловіки | 116     | 24                 | 76               | 16                   |
| Жінки    | 114     | 13                 | 69               | 32                   |
| Разом    | 230     | 37                 | 145              | 48                   |